# Full Contact (película)
Full Contact (conocida en España como Contacto total) es una película de acción, crimen y drama de 1993, dirigida por Rick Jacobson, escrita por Beverly Gray y Robert King, protagonizada por Jerry Trimble, Howard Jackson y Alvin Prouder, entre otros. El filme fue realizado por Califilm y se estrenó el 4 de mayo de 1993.

## Sinopsis
Luke Powers quiere encontrar a su hermano, pero al poco tiempo se dará cuenta que lo mataron. Con la cooperación de un preparador, luchara con campeones de kickboxing en peleas ilegales, para lograr saber la verdad sobre el homicidio.